# De Passiebloem (molen)

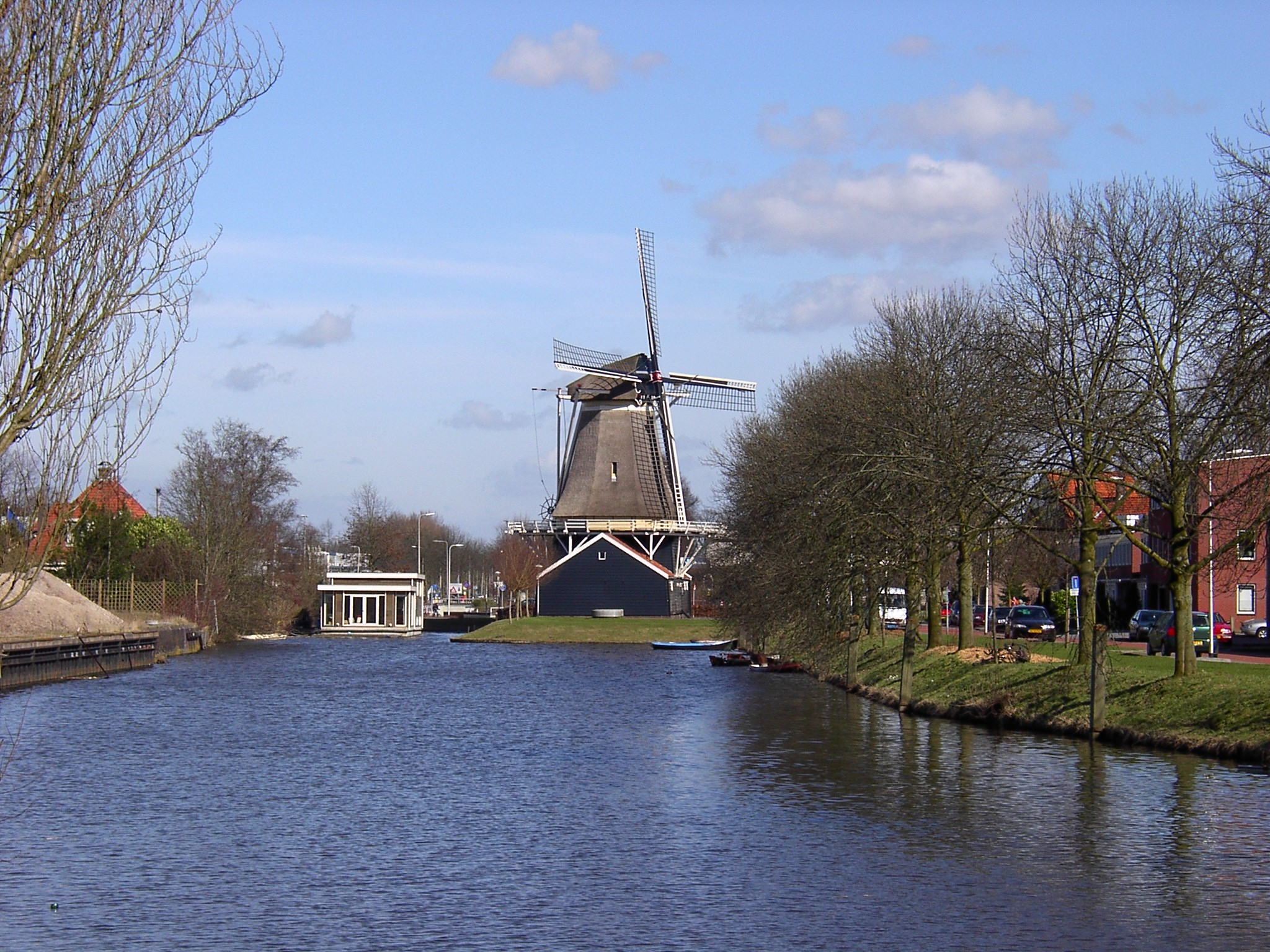
Gezien vanaf de voetgangersbrug
over de Nieuwe Vecht.

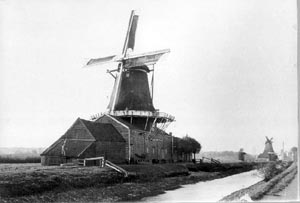
De Roode Molen omstreeks 1920 met op de achtergrond molen De Passiebloem.

De Passiebloem is een achtkantige stelling-oliemolen met voorraadschuren uit 1776 aan de Vondelkade in Zwolle. In de molen kon 50 last (100.000 kg) zaden, 80.000 koeken en 530 vaten olie in drie oliekelders opgeslagen worden. In de aangebouwde schuur was ruimte voor 50.000 turven aldus in een aankondiging tot verkoop in 1864.

## Geschiedenis
De molen is gelegen aan de Nieuwe Vecht. Aan deze waterweg stonden vroeger 4 oliemolens die landbouwgewassen uit Twente verwerkten, maar ook van de vlasakkers die in de buurt lagen. Uit de zaden van het vlas werd lijnzaadolie gewonnen. De naam Vlasakkers leeft nog voort in de naam van een nabijgelegen straat en de naam van een buurthuis. Behalve de molen zijn ook nog enkele huisjes, van arbeiders die op de velden werkten, bewaard gebleven; de zogenaamde zaaddragershuisjes.

De andere drie molens die ooit aan de Nieuwe Vecht stonden zijn oliemolen De Fortuin (gebouwd in 1817, door olieslagerij firma J.W. Bartels in 1908 verbouwd tot oliefabriek), oliemolen De Aloë (in 1871 ontmanteld, in 1877 afgebrand) en oliemolen de Roode Molen (gebouwd in 1724, afgebroken in 1934).

De molen is in 1928 gestopt met produceren en is hierna aangekocht door de gemeente Zwolle. Tot aan de Tweede Wereldoorlog werd de molen gebruikt als opslagplaats. In de jaren dertig liet de Gemeente Zwolle de molen in het kader van een tewerkstellingsproject van werklozen restaureren. Tijdens de oorlog werd hier voedsel voor de gaarkeuken bereid. Hierna werd er de inboedel bewaard van mensen met schulden.

In 1965 werd de molen gerestaureerd en gingen de wieken weer draaien, maar door geldgebrek was het onderhoud een probleem waardoor de molen snel achteruit ging. In 1984 werd De Passiebloem opnieuw gerestaureerd, waarna deze op 11 mei 1985 weer in gebruik werd gesteld.

## Inrichting

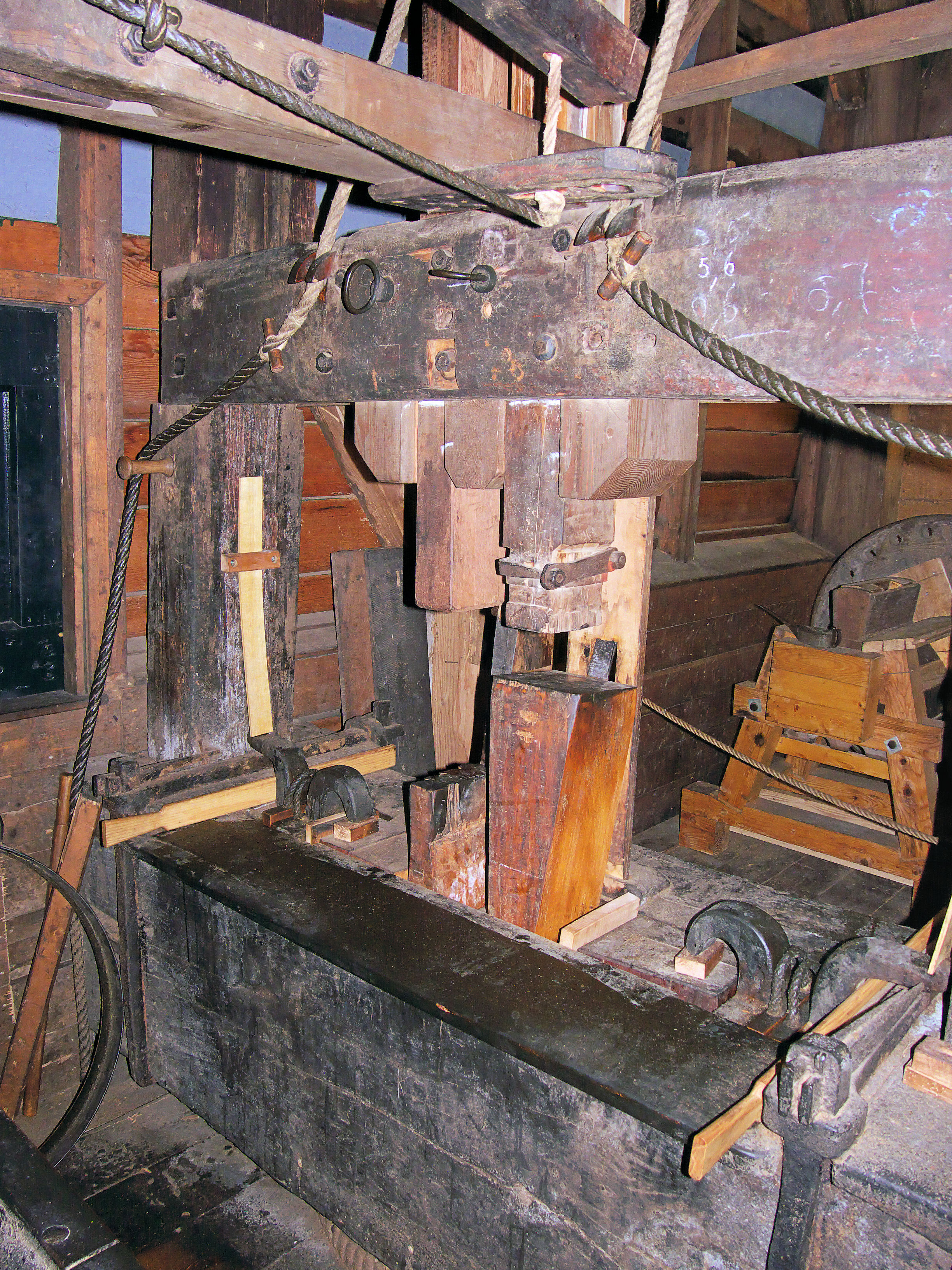
Voorslagblok. Boven op de staander staat een houten spanveer, die tegen de blokstut is bevestigd en onder de krul van de jager zit een houten kussendopje. Door het kussendopje glijdt de onderkant van de jager gemakkelijker over de bodem van de laad. Deze voorzieningen zorgen ervoor dat aan het eind van de persing de staander en de jager bij het uithalen van de haar evenwijdig aan elkaar gaan staan, waardoor een haar voor de volgende persing makkelijker tussen de jaagijzers gestoken kan worden.

De kap draait op een rollenkruiwerk met ijzeren rollen en de wieken worden met behulp van een kruirad op de wind gezet.

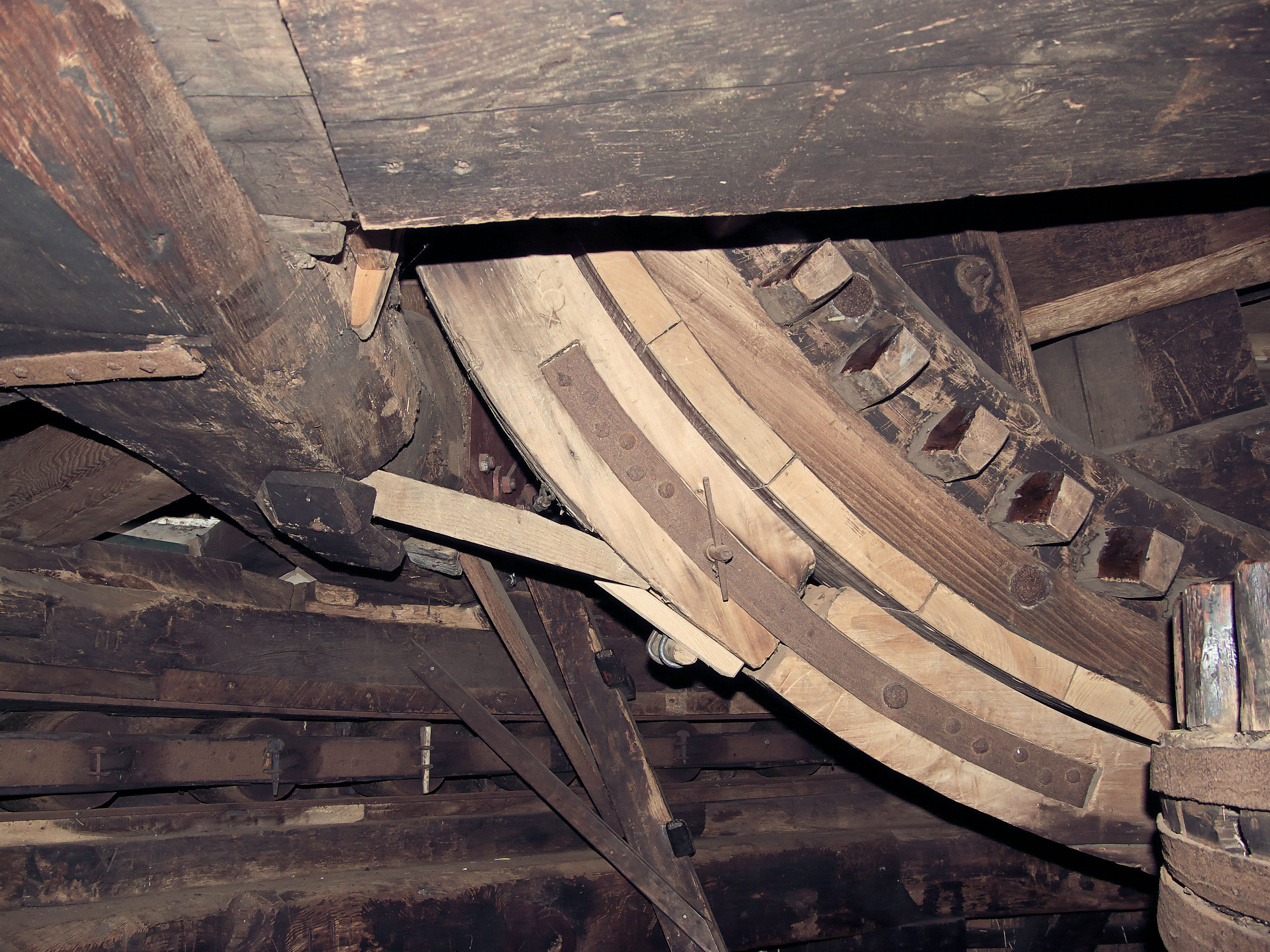
Vlaamse vang met stut

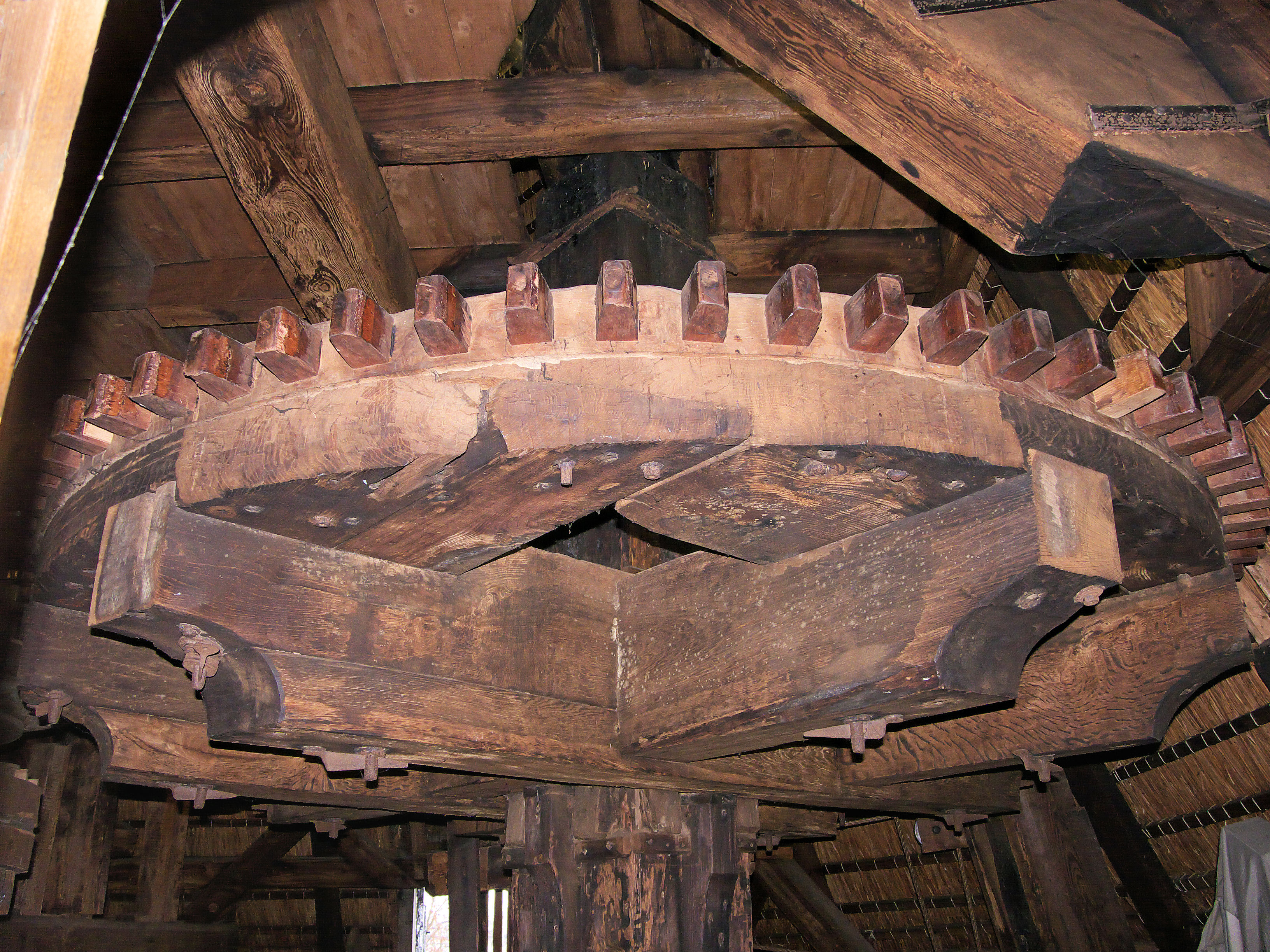
Steenwiel

De vang waarmee de molen wordt stilgezet is een Vlaamse vang, die echter ook een stut heeft. Het is dus een combinatie van een Vlaamse vang en een stutvang. Bij een langzaam draaiende molen werkt bij het vangen alleen de Vlaamse vang, maar bij een snel draaiende molen begint eerst de Vlaamse vang te werken, waarbij het rechtervoeghout iets naar binnen getrokken wordt en de stutvang het vangen overneemt.
Voor het pletten en fijnwrijven van het zaad is er een koppel kantstenen, die echter al behoorlijk versleten zijn en nu nog maar een diameter hebben van 150 cm. Verder is de molen voorzien van een voorslagblok met twee stamperpotten en een vuister en een naslagblok met vier stamperpotten en een vuister.
De wentelas is op twee plaatsen gelagerd met schenen, die over de lagerstenen draaien. Aan één kant heeft de wentelas nog een endknots, die in een lager tegen een achtkantstijl draait. De endknots zorgt ervoor dat de wentelas op zijn plaats blijft en niet door de zijdelingse druk van de onderbonkelaar naar buiten wordt gedrukt. De wentelas heeft 28 spaken. 1 voor de voorslaghei, 3 voor de loshei van de voorslag, 3 voor de naslaghei en 3 voor de loshei van de naslag. Voor de 6 stampers zijn er 18 voor de stamperheien. Een stamperhei weegt ongeveer 100 kg en een slaghei 125 kg.
Het originele steenwiel is verkleind, waarbij de kruisarmen zijn ingekort en de plooistukken naar binnengeschoven. Tegelijkertijd is er op de koningsspil een grotere onderschijfloop aangebracht. Hierdoor lopen de kantstenen voor een oliemolen vrij snel, namelijk 0,53 keer sneller dan de bovenas ronddraait, terwijl 0,30 meer normaal is.

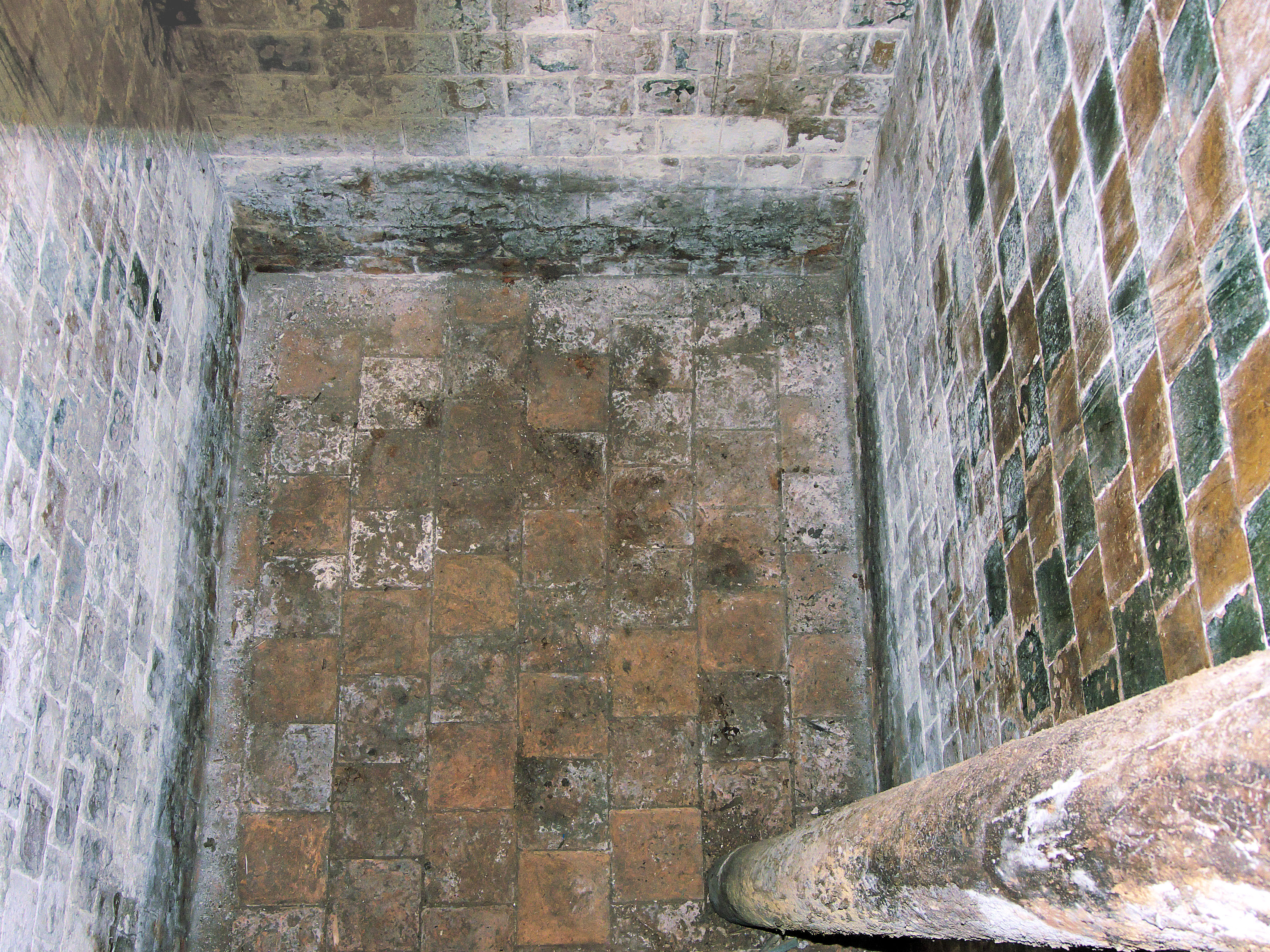
Oliekelder met rechtsonder de iepenhouten buis van de oliepomp

De nog met originele geglazuurde tegels beklede oliekelders met een gezamenlijke inhoud van meer dan 30 kubieke meter zijn uniek te noemen.

## Bedreigingen
In 1988 wilde Koninklijke DSM NV tegenover de molen een 30 meter hoog kantoorgebouw plaatsen. Er werd voorgesteld om de molen te verplaatsen naar de IJsseldijk, zodat de molen wind kon blijven vangen. Het kantoorgebouw is er gekomen, maar de molen kon blijven staan.
In 1995 stelde het college van B&W van de gemeente Zwolle voor om de molen te verplaatsen naar de andere rivieroever omdat hij op de huidige plek niet goed zou kunnen functioneren. De gemeenteraad steunde het plan met de kleinst mogelijke meerderheid. In 1998 veranderde de gemeenteraad van standpunt en kon de molen toch op de plek aan de Vondelkade blijven staan.
In 2000 was de molen opnieuw in het nieuws, omdat FC Zwolle het Oosterenkstadion wilde uitbouwen. Hierdoor zou de molen onvoldoende wind kunnen vangen en zou verplaatsing noodzakelijk zijn. Ook ditmaal ging een verplaatsing niet door.
De terugkerende voorstellen tot verplaatsing van de molen hebben te maken met de standplaats; die is vlak aan de N35 en daardoor een interessante plek voor projectontwikkelaars.

## Wetenswaardigheden
- Het is naast de Windesheimer molen de enige bewaard gebleven molen in de gemeente Zwolle.
- De 'Vereniging Vrienden van Oliemolen de Passiebloem' is opgericht in 1997 om de molen te beschermen en naleving van de in het bestemmingsplan vastgelegde molenbiotoop te bewaken.
- De molen is op gezette tijden geopend voor het publiek.

## Afbeeldingen

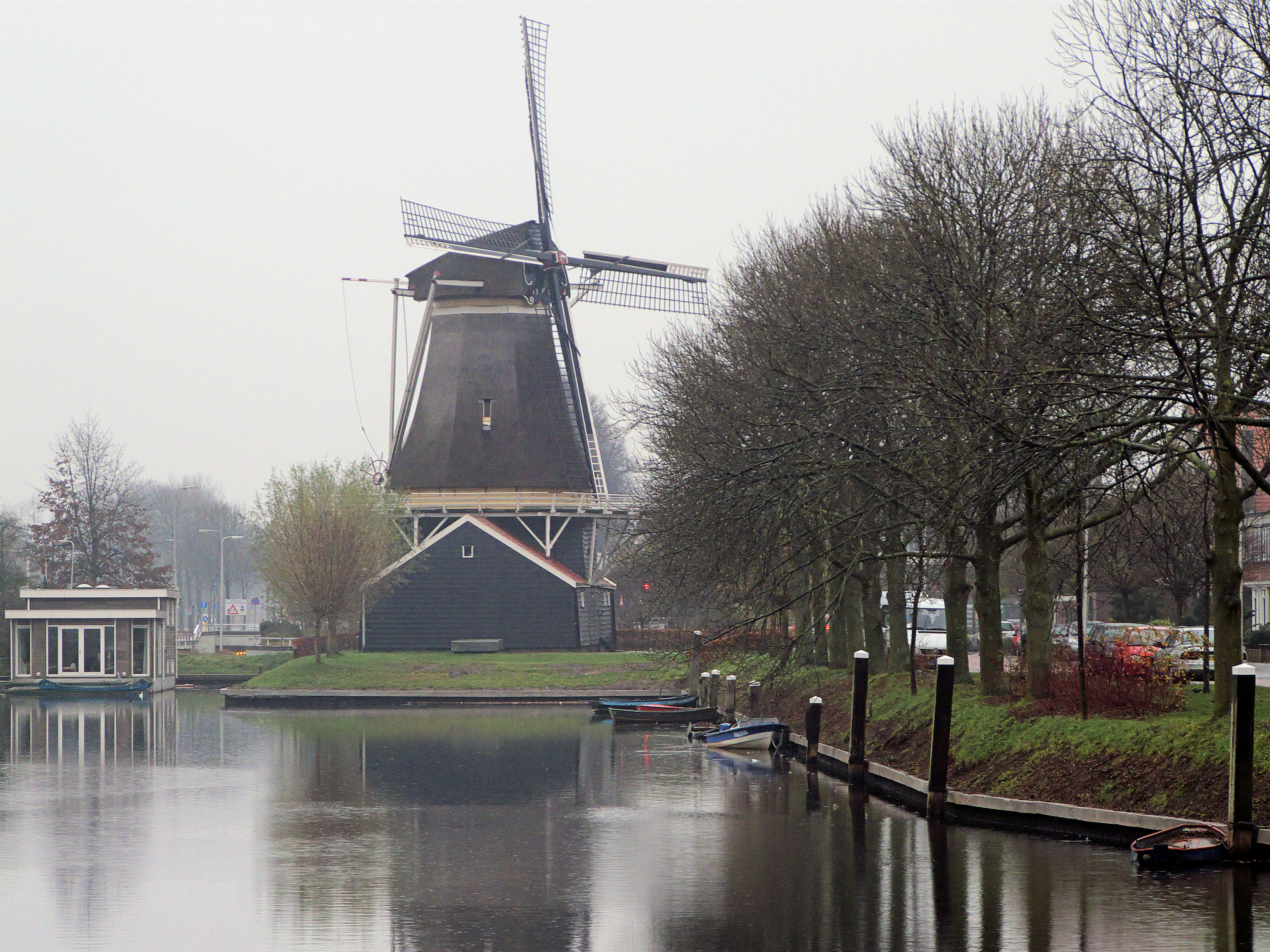
Aan de vecht
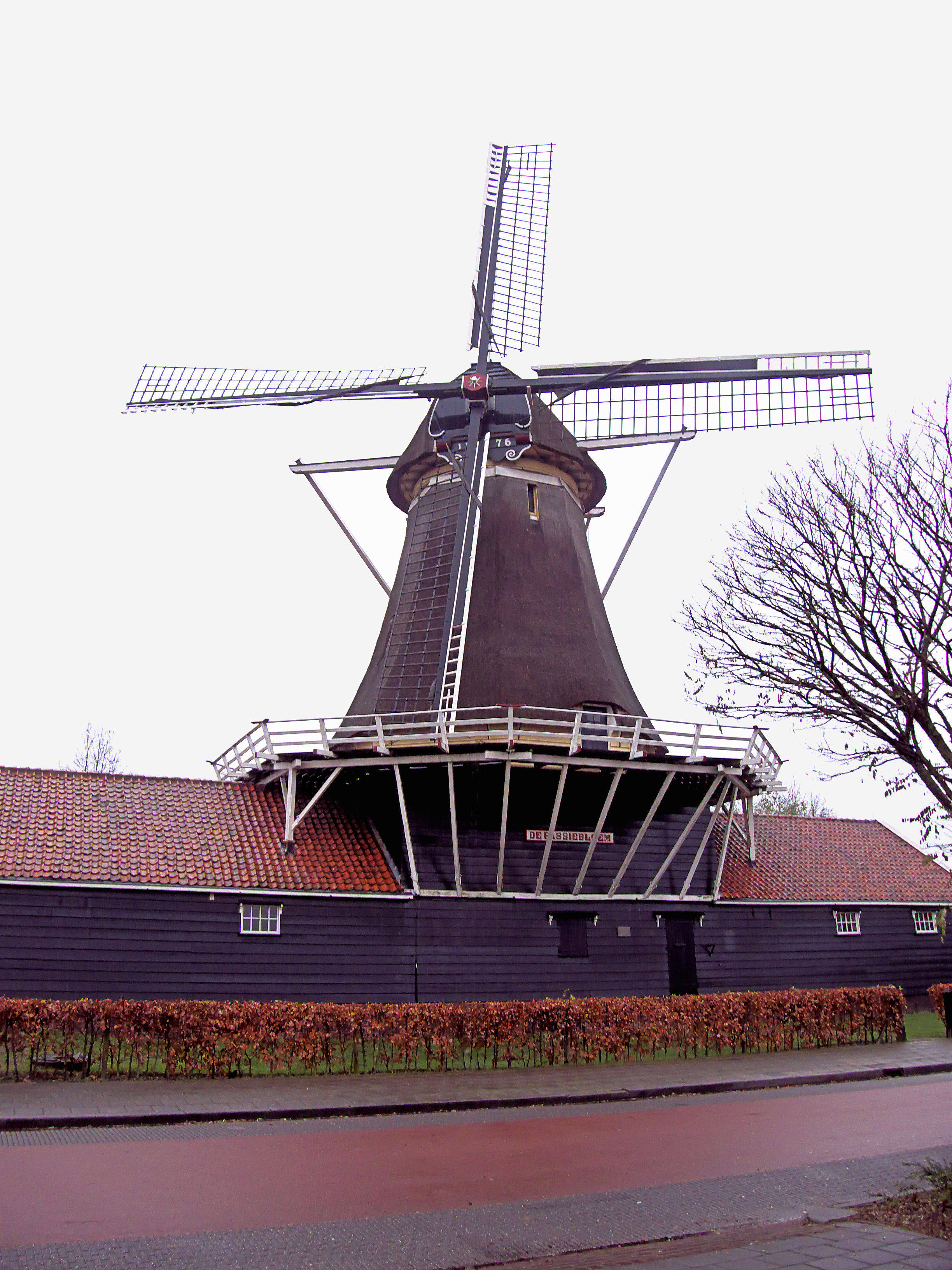
Voorkant
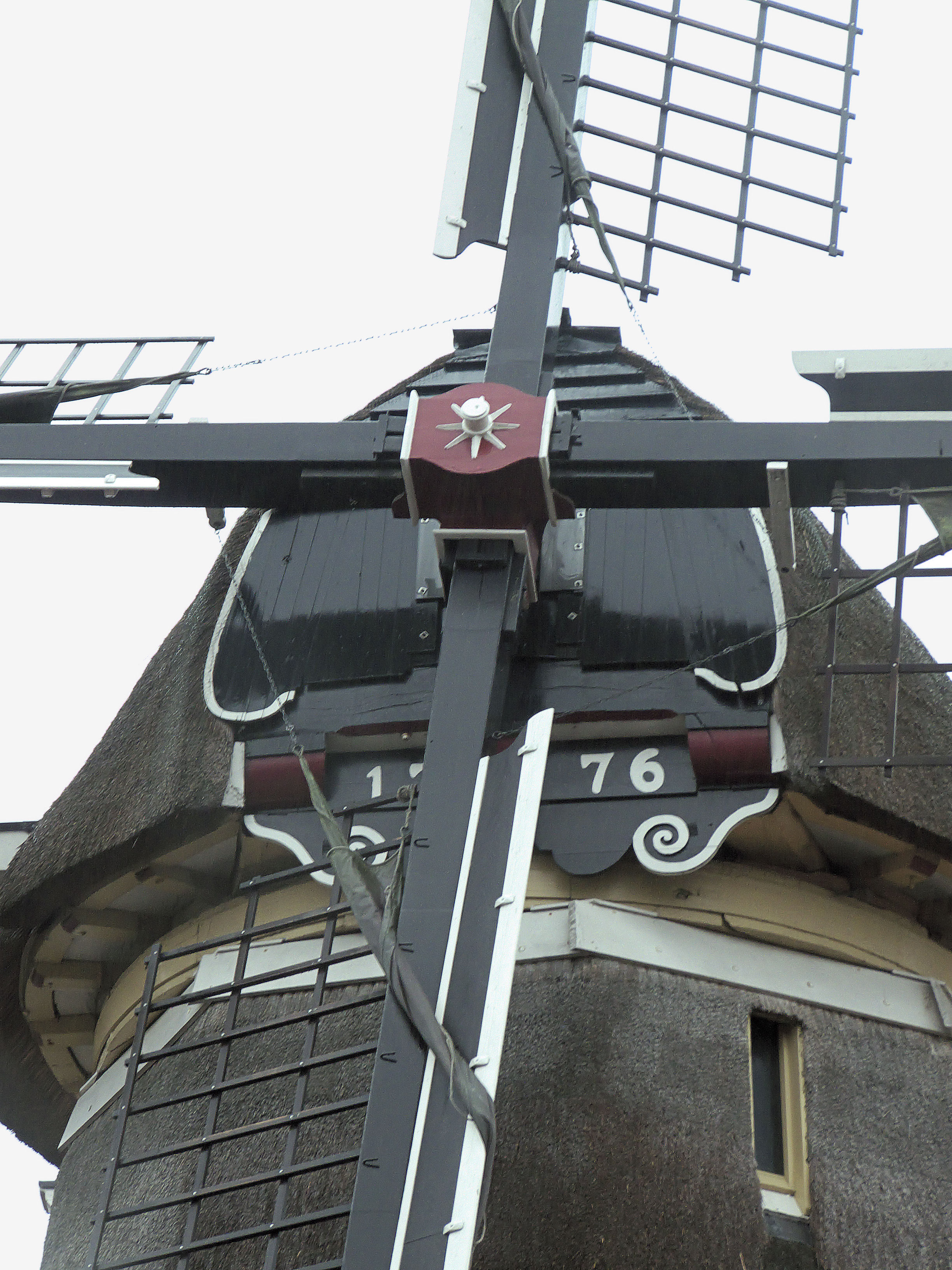
Baard
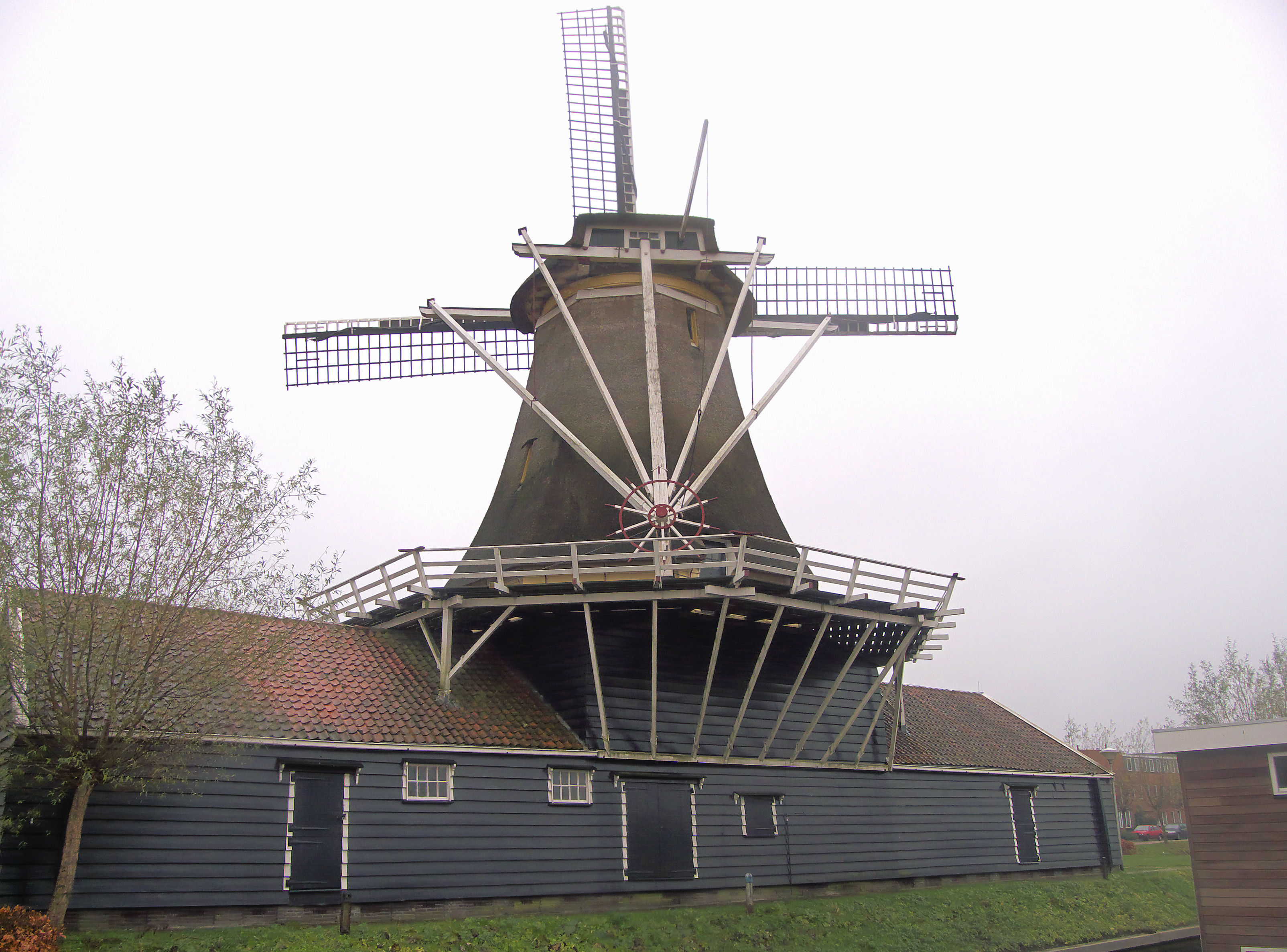
Staart met achterzijde schuren
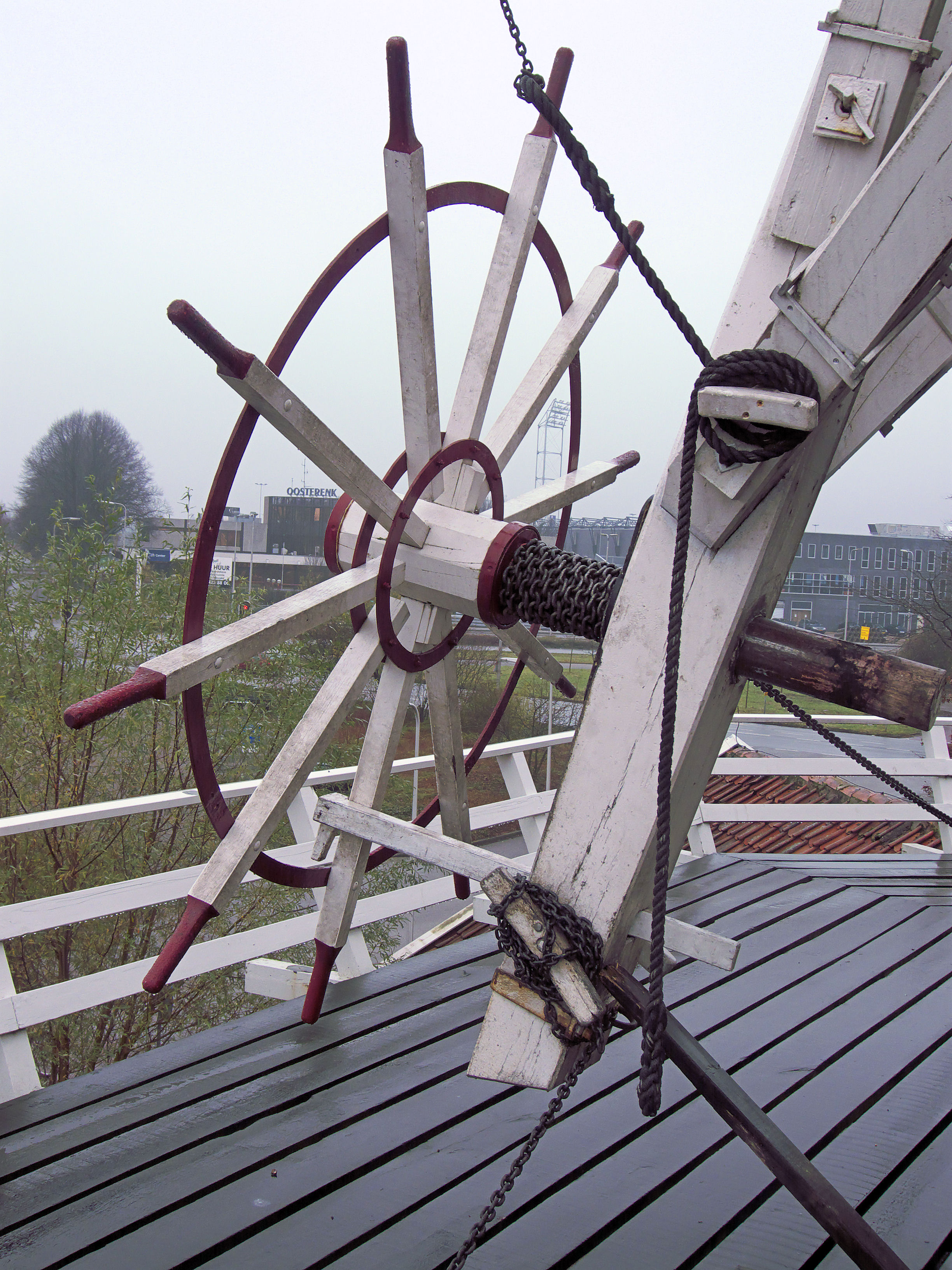
Kruirad
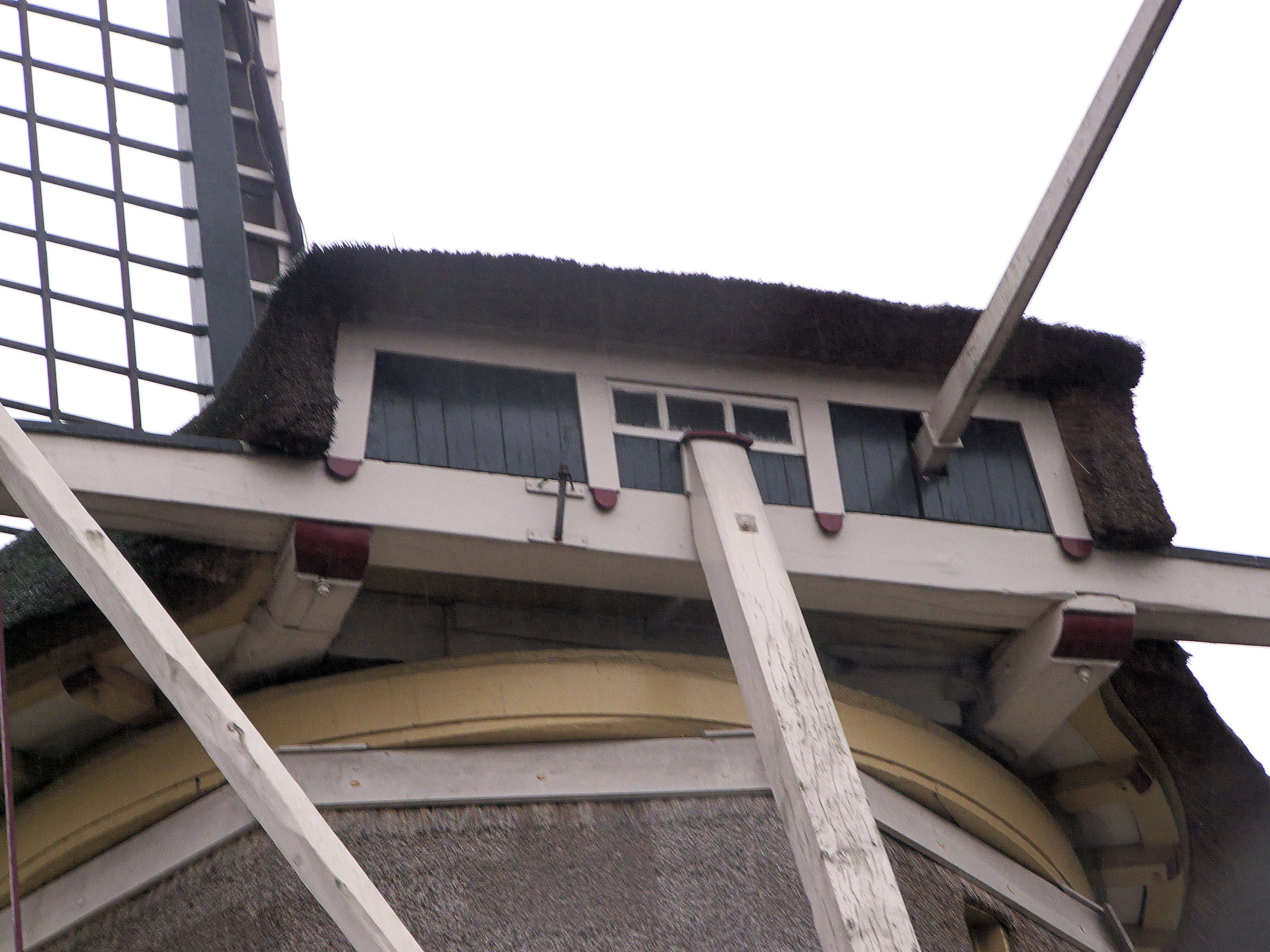
Achterkeuvelens
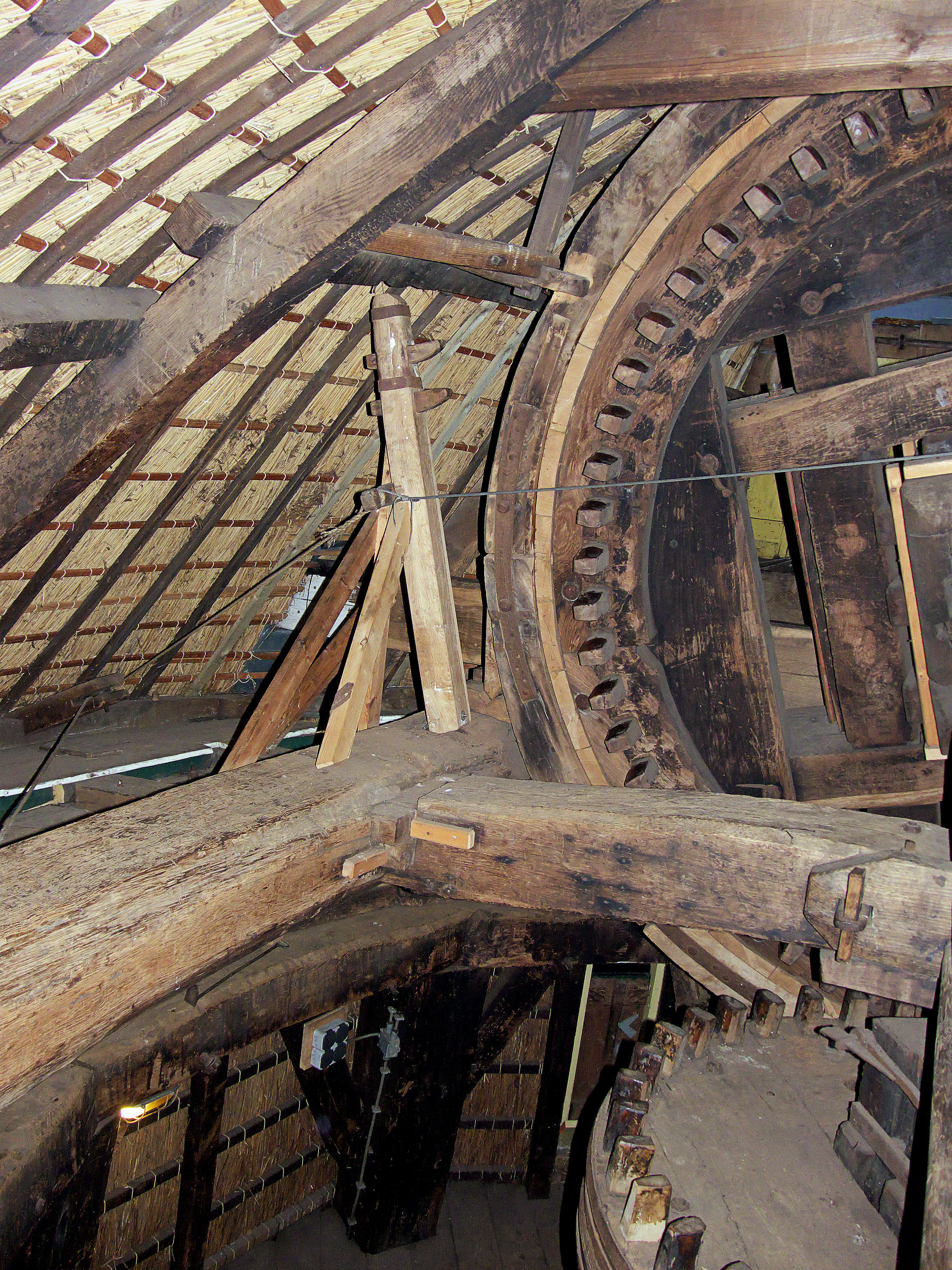
Pal
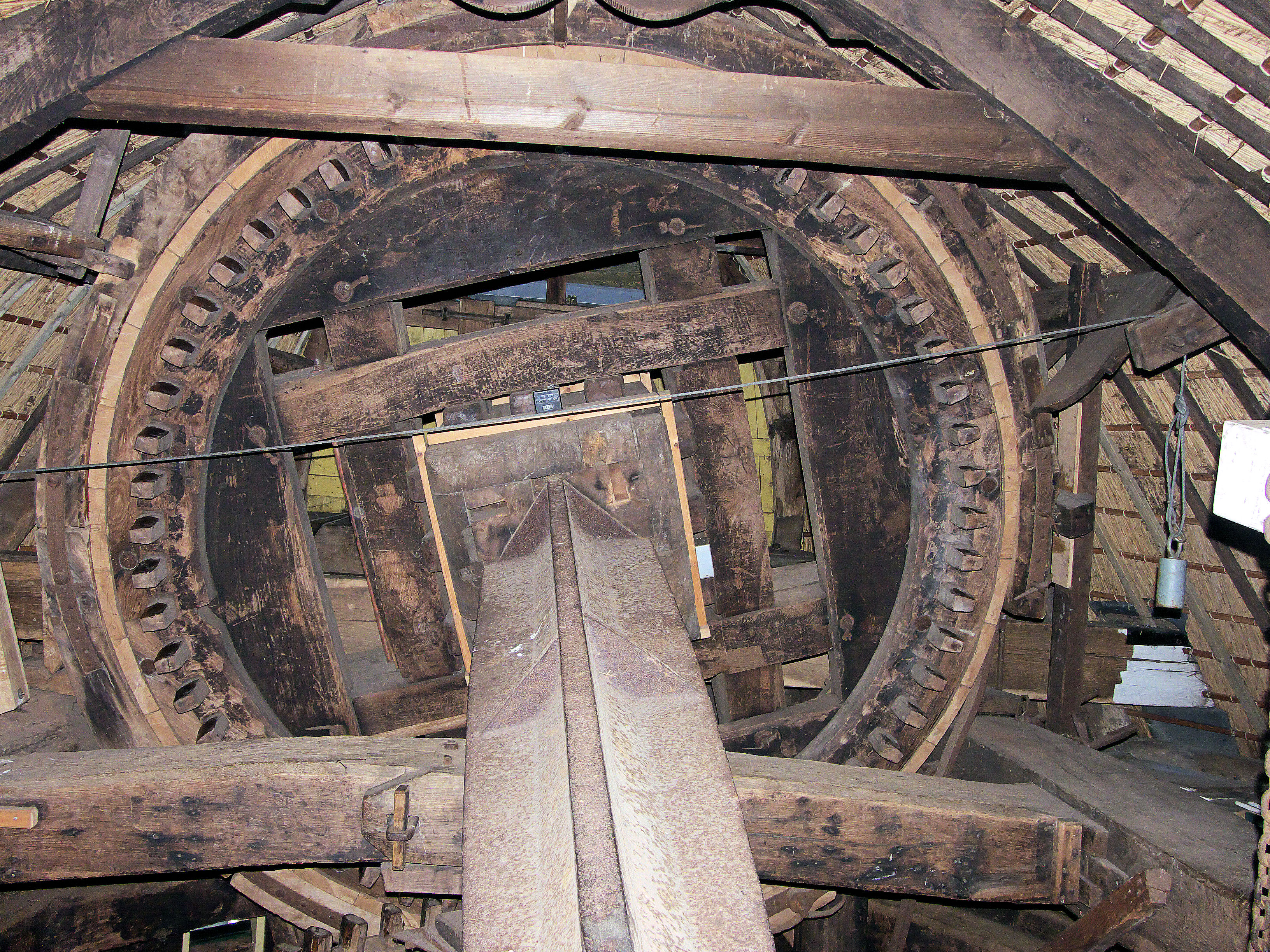
Bovenwiel
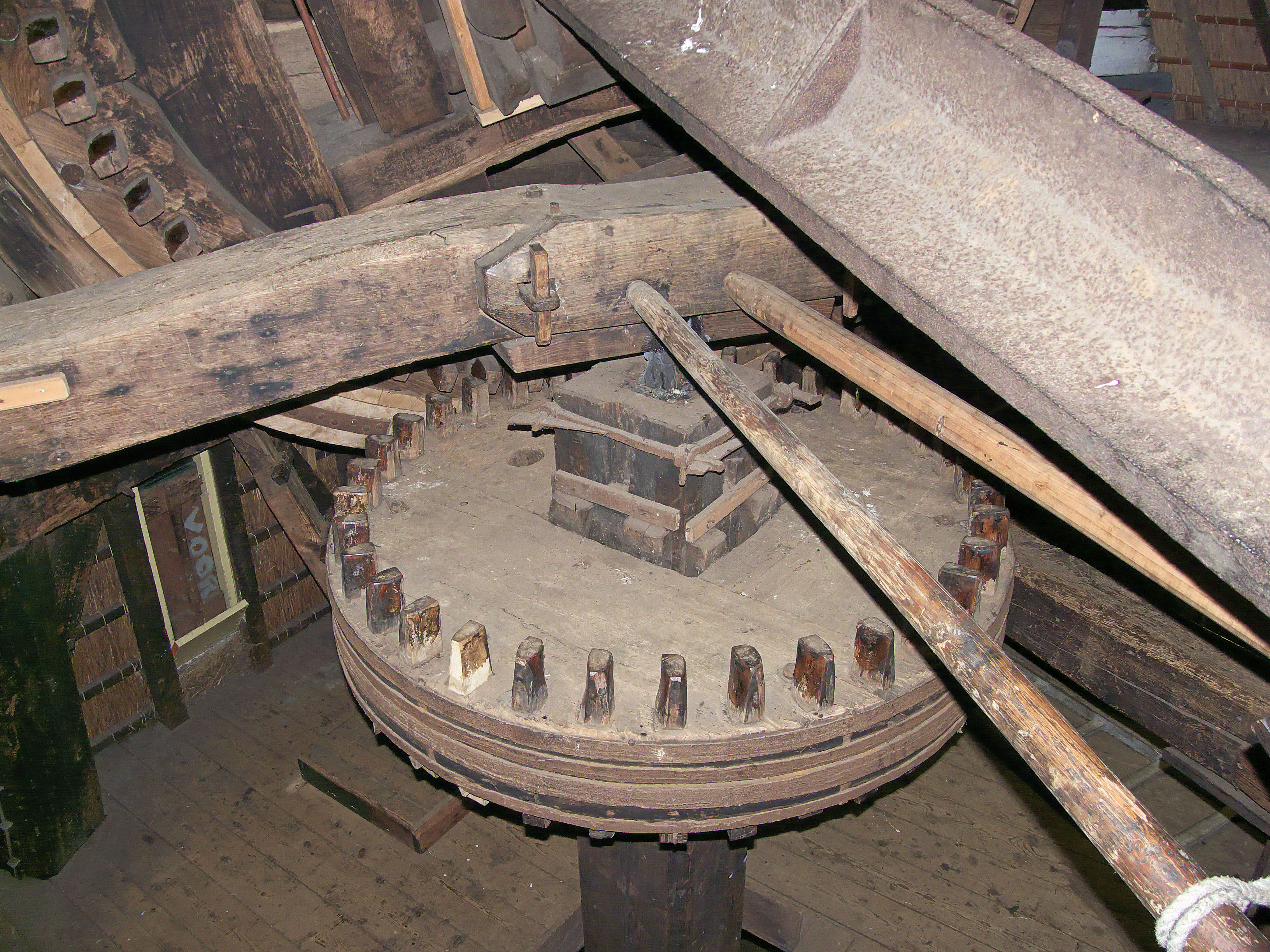
Bovenbonkelaar
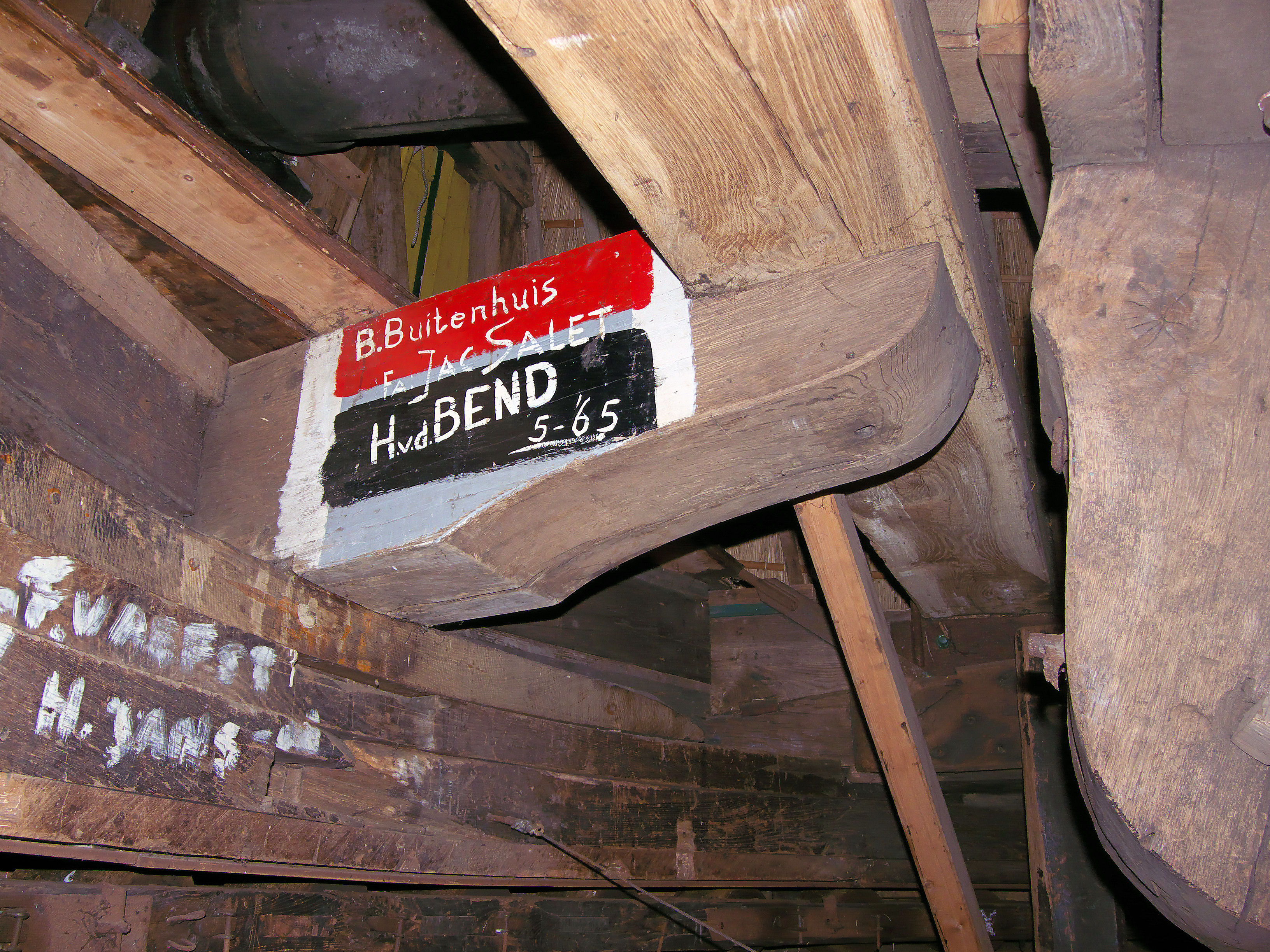
Steunder met slagstuk
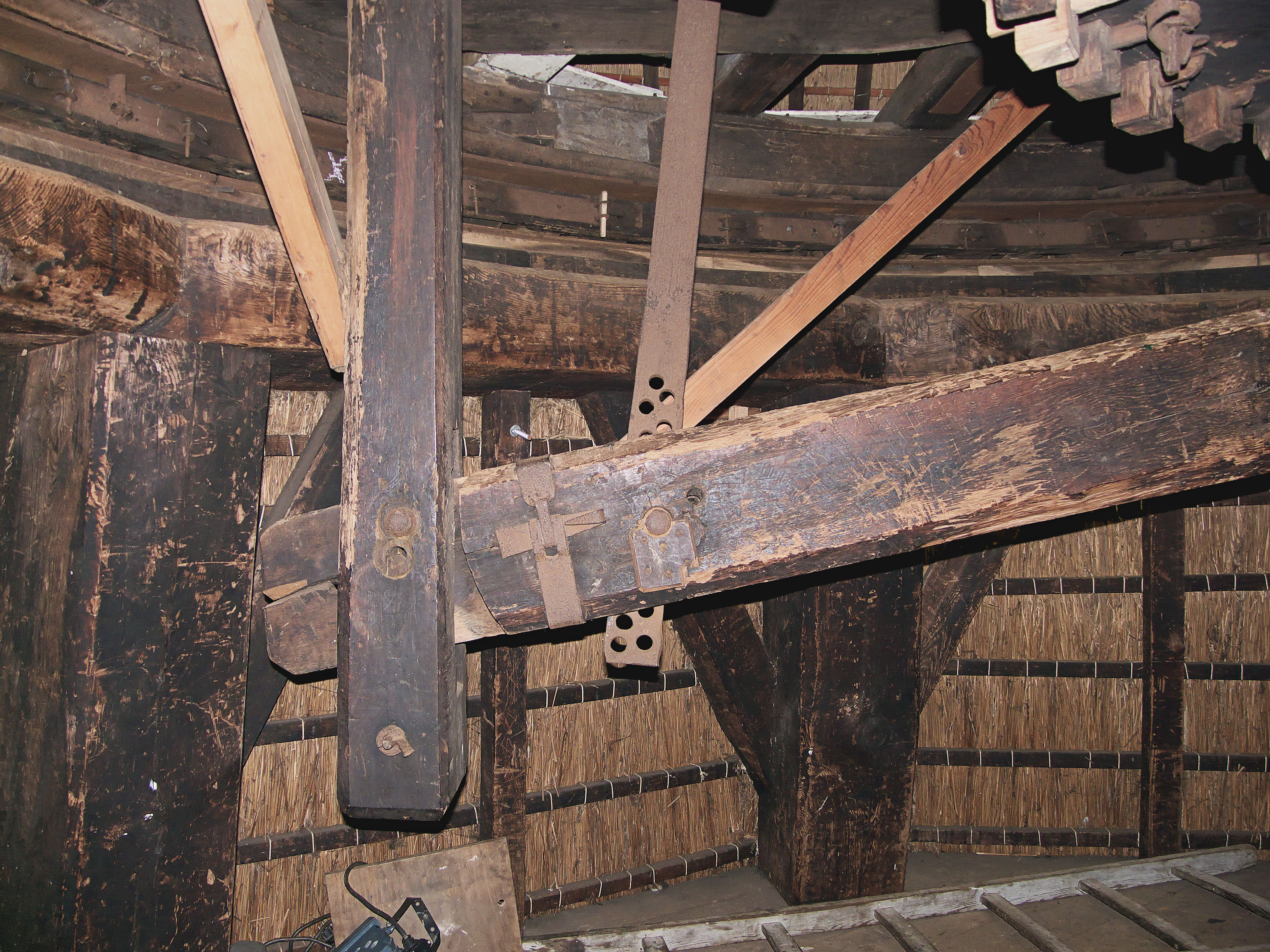
Vangbalk met ezel
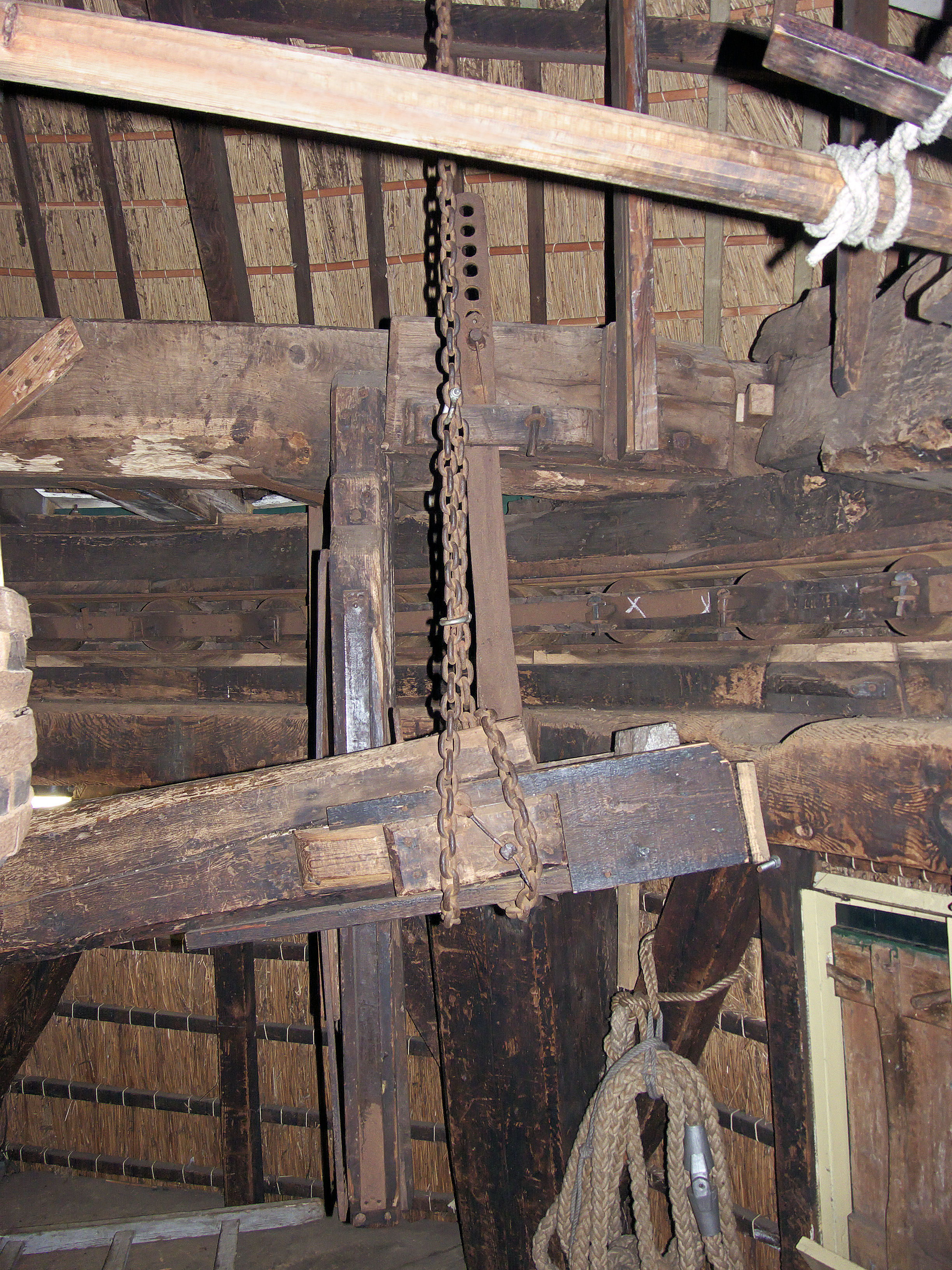
Vangbalk met haak
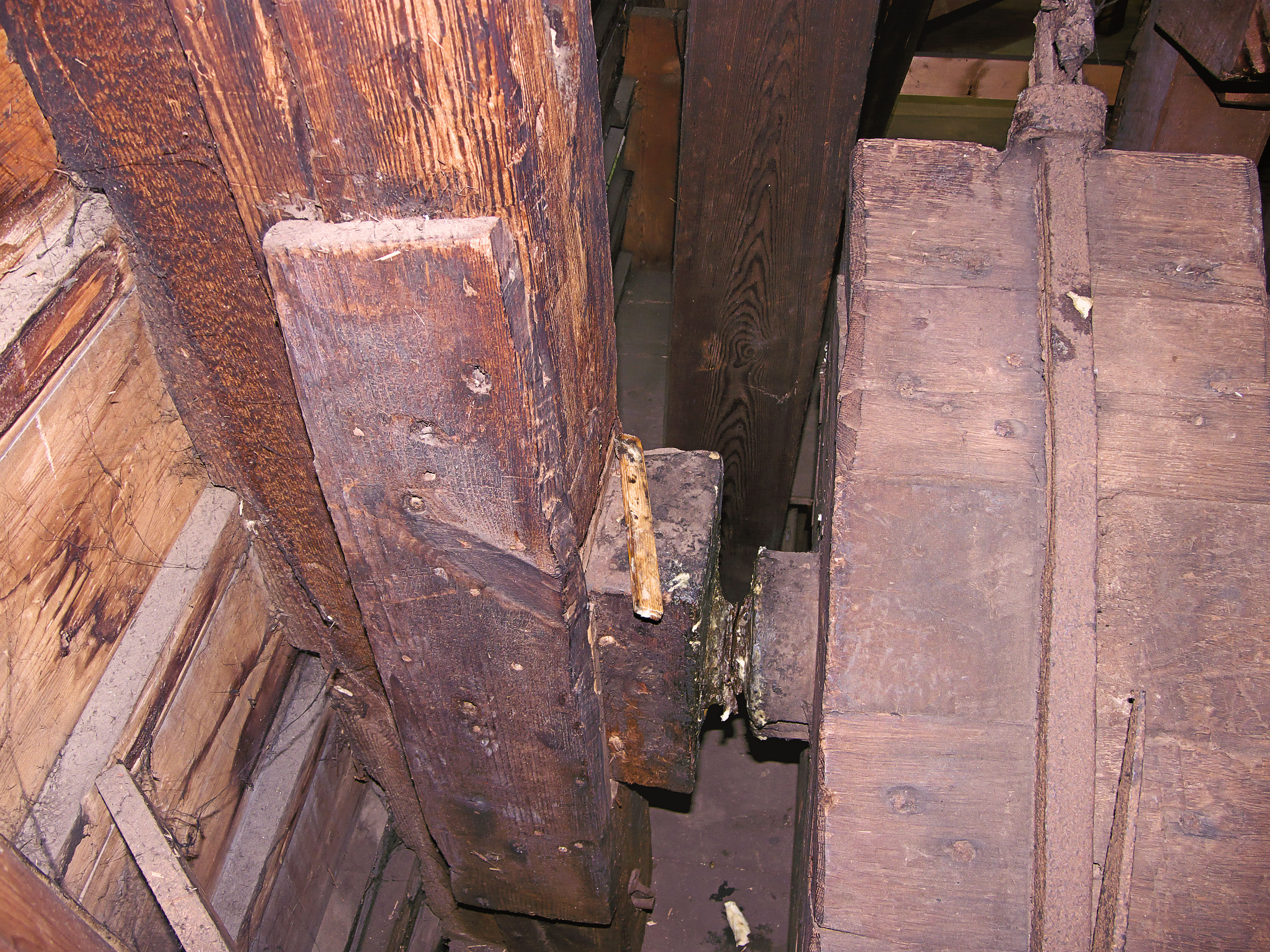
Endknots wentelas
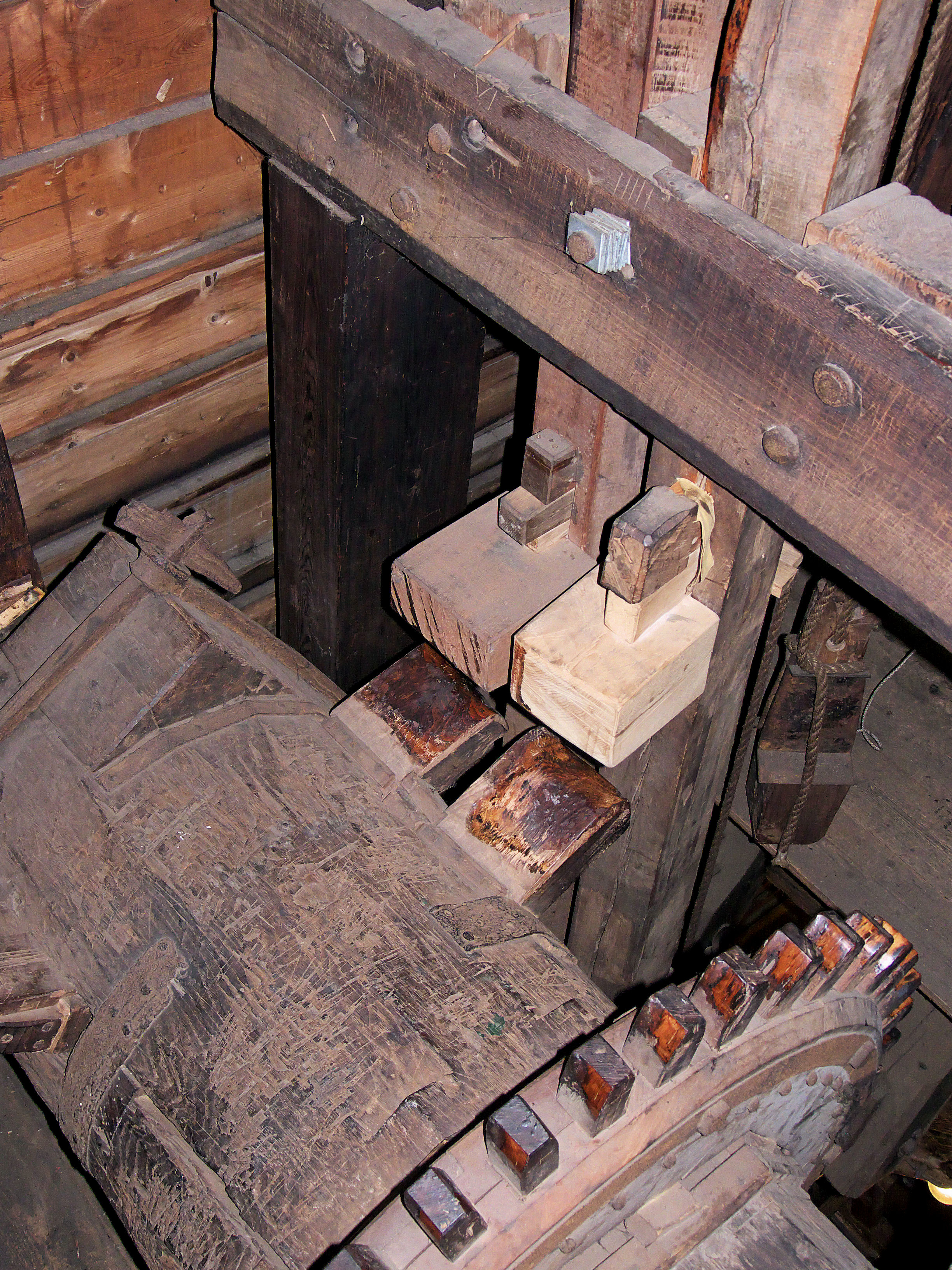
Wentelas met krans en voorslagheien
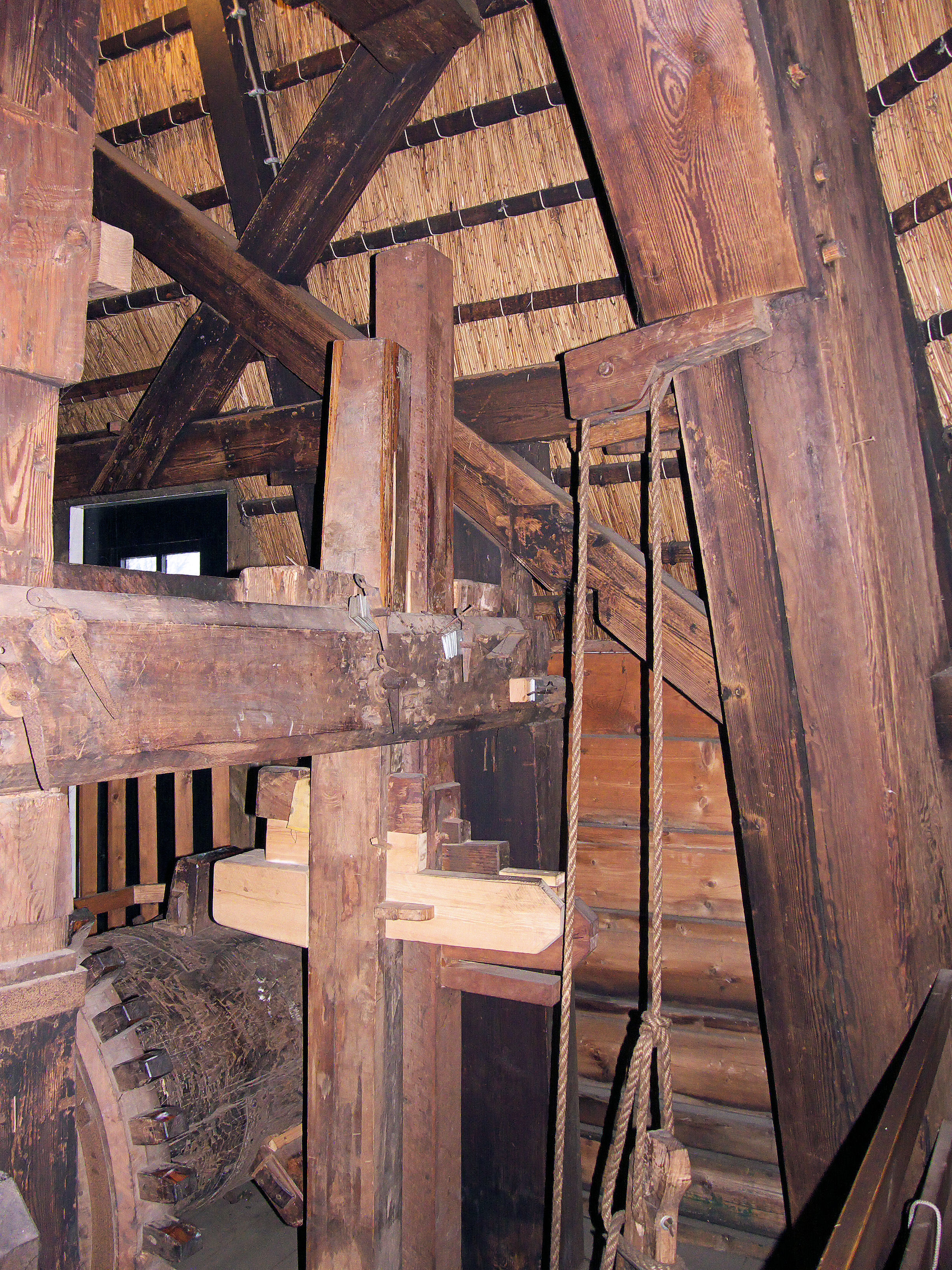
Wentelas met krans en voorslagheien
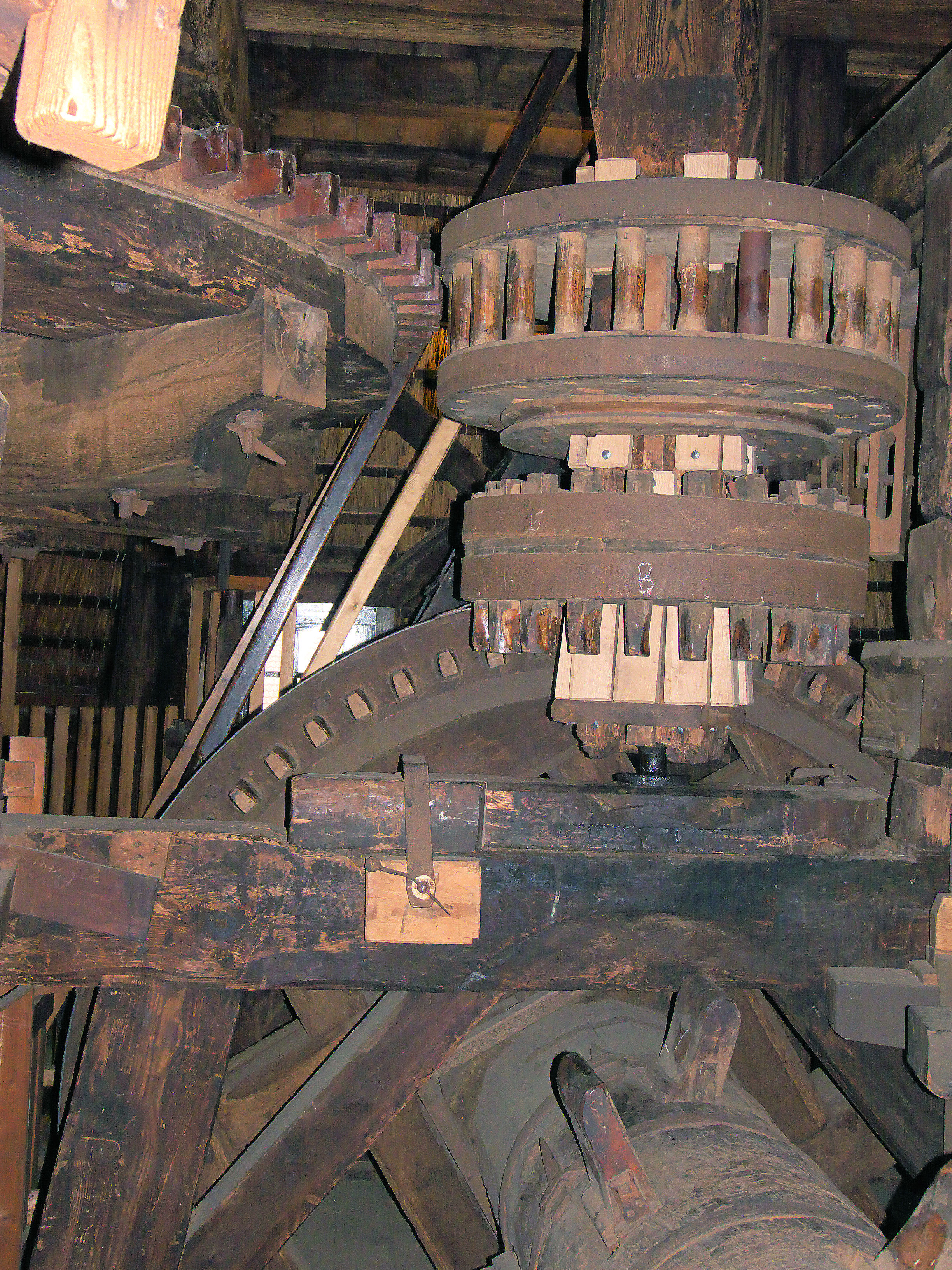
Onderschijfloop met steenwiel en onderbonkelaar met wentelwiel
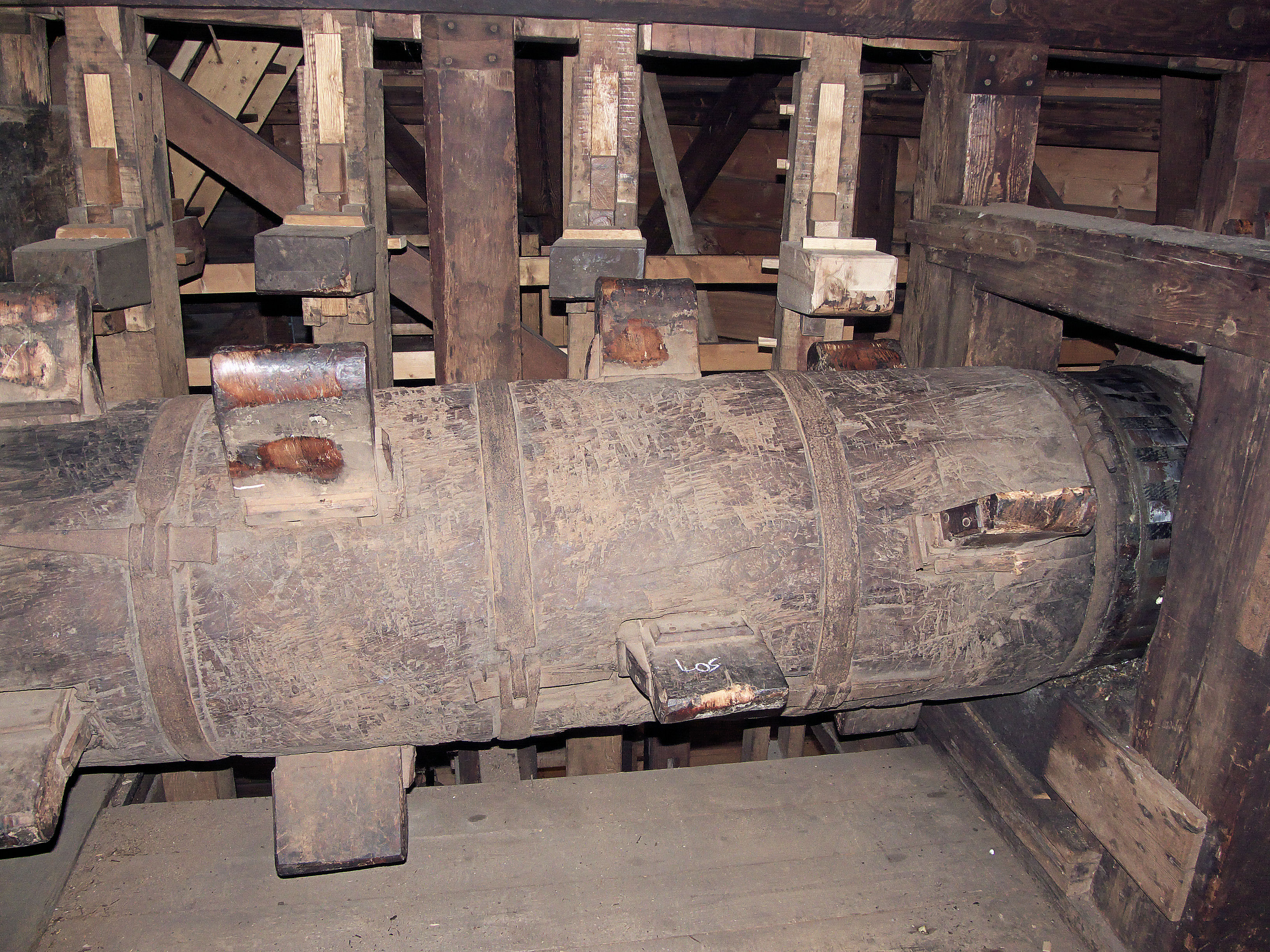
Wentelas naslag met spaken voor de stampers. Rechts een van de twee lagers.
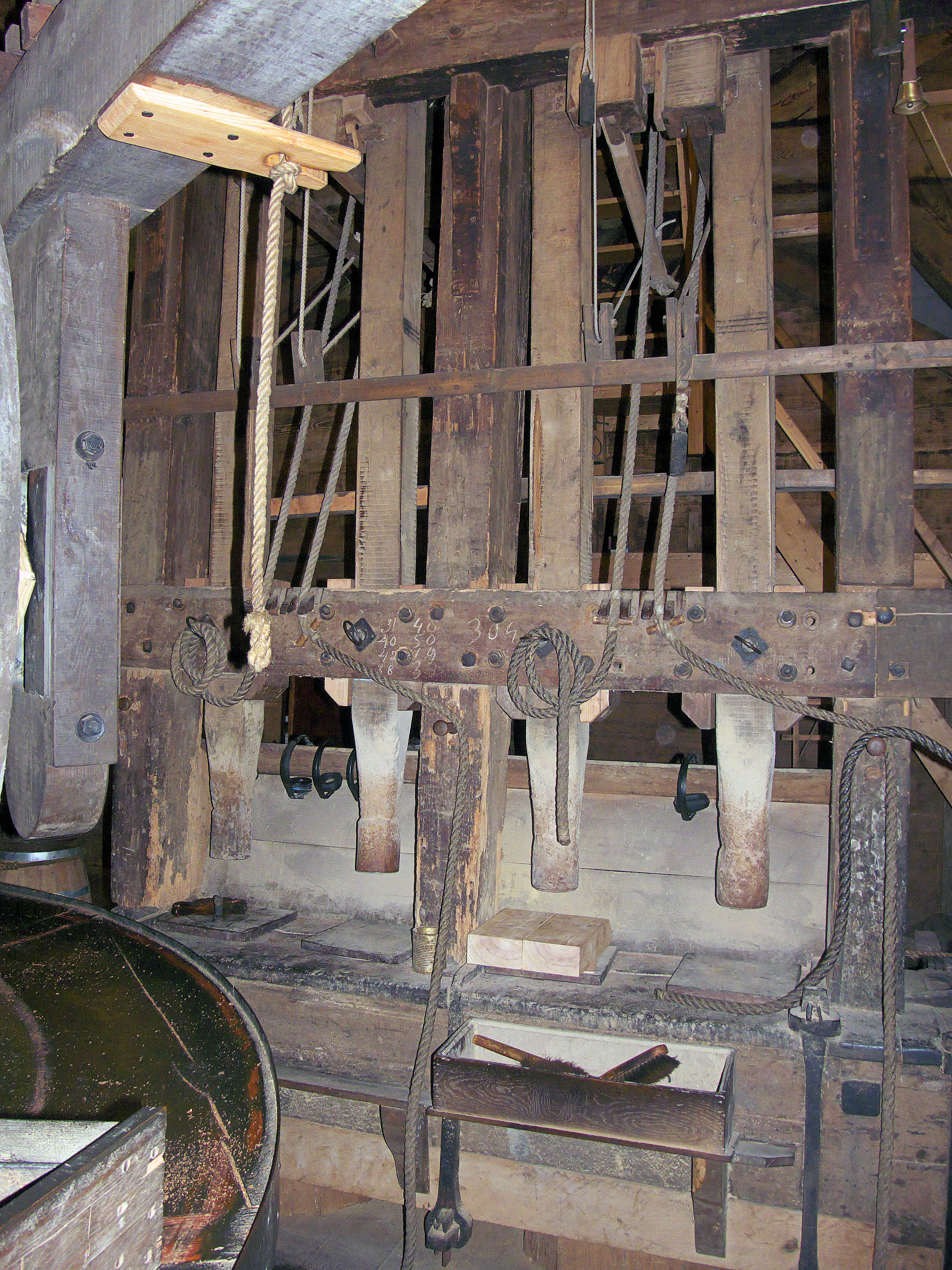
Stampers van de naslag
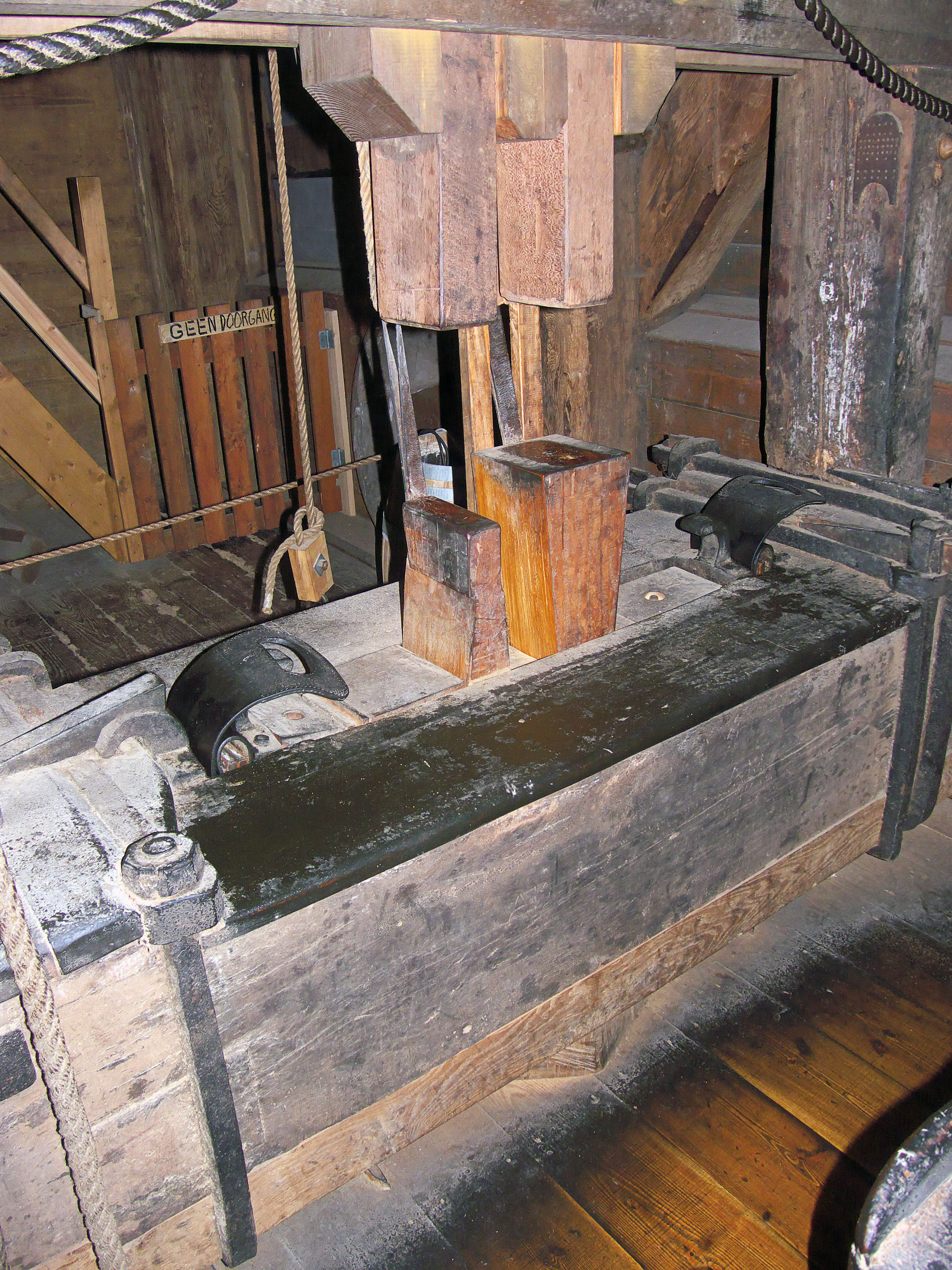
Naslag
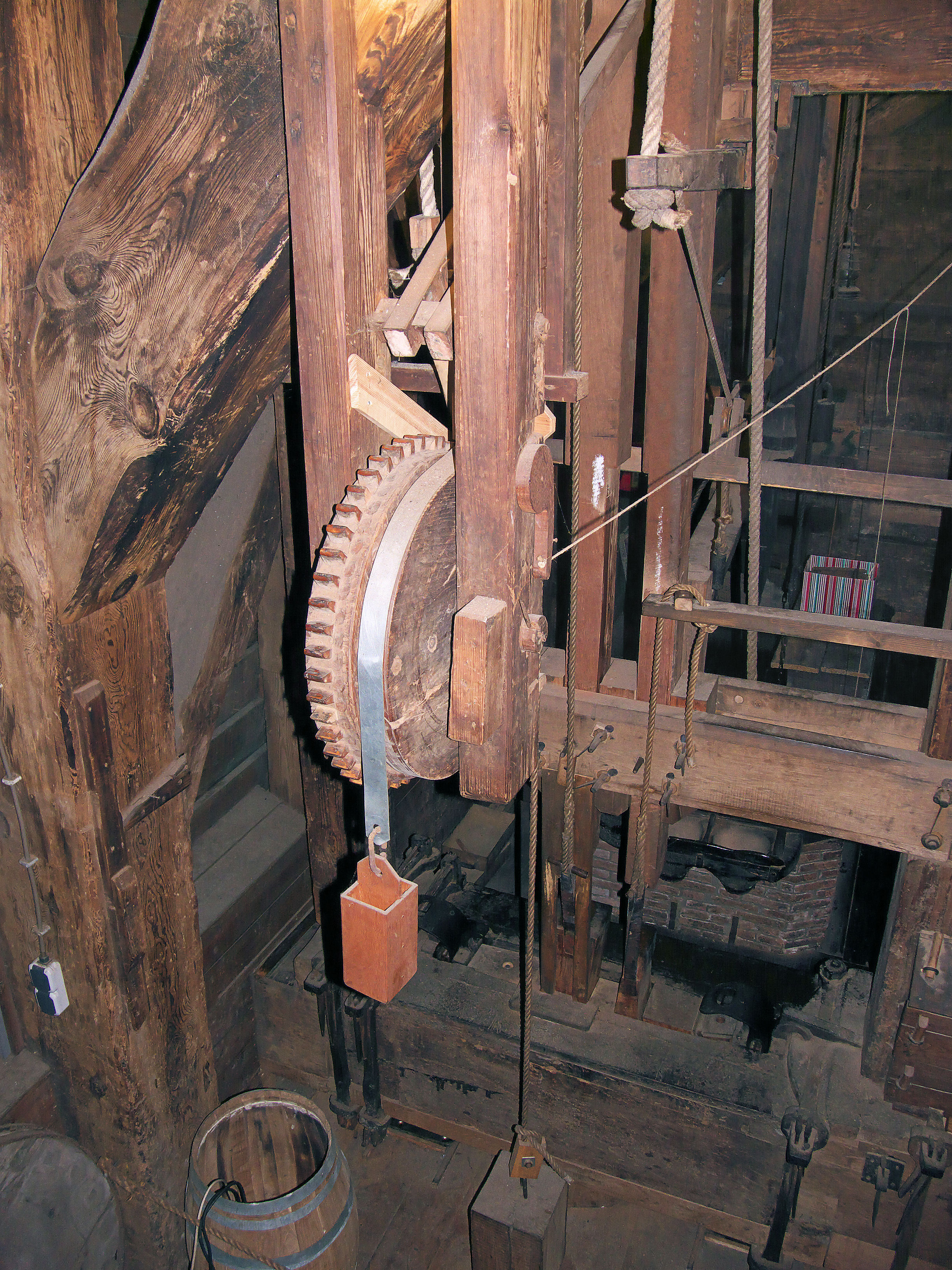
Schelrad
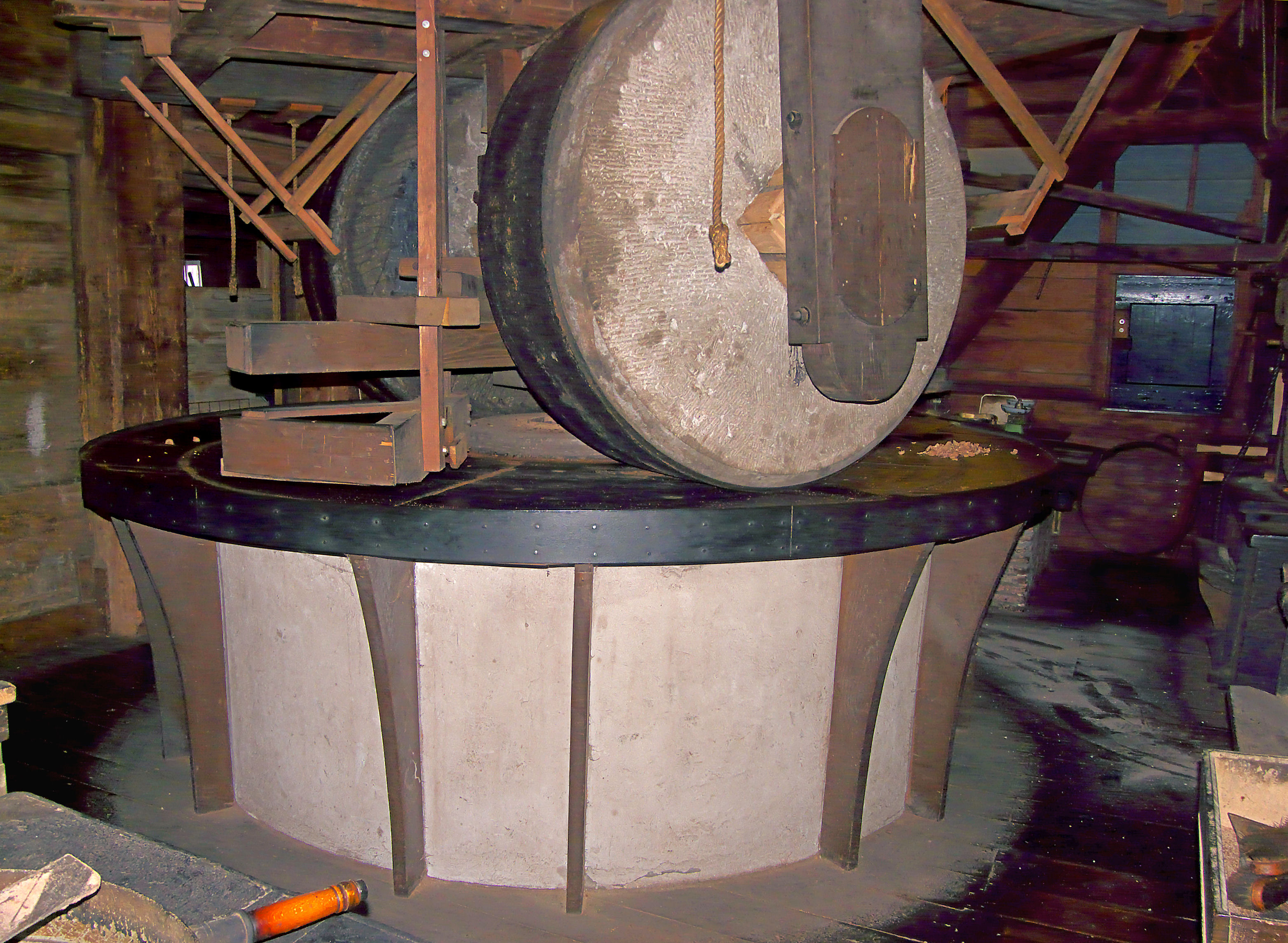
Kantstenen op ligger met daaronder het doodbed